# Sepedonea guianica
Sepedonea guianica är en tvåvingeart som först beskrevs av Steyskal 1951.  Sepedonea guianica ingår i släktet Sepedonea och familjen kärrflugor. Inga underarter finns listade i Catalogue of Life.